# 不败者 (1940年戏剧)
《不败者》是俄裔美国作家安·兰德创作的三幕戏剧，改编自她1936年的小说《我们活着的人》。故事的主人公是20世纪20年代生活在苏联的年轻女子基拉·阿尔戈诺娃。她的恋人利奥·柯瓦伦斯基患上了结核病，为了得到治疗费，基拉与苏联共产党官员安德烈·塔加诺夫发生了关系。病愈后，利奥卷入了安德烈正在调查的黑市食品销售。当安德烈意识到基拉爱着利奥后，他帮助情敌逃避起诉，然后自杀。利奥离开了基拉，基拉决定冒着生命危险逃出国门。
兰德将剧本的改编权卖给了制片人杰罗姆·梅耶，并撰写了剧本，但杰罗姆没能将剧本搬上舞台。俄国女演员尤金妮·莱昂托维奇得知这个剧本后，推荐给了制片人乔治·艾博特。1940年2月，该剧在百老汇剧院上演。由于剧本和演员均存在问题，甚至在首演前解雇了莱昂托维奇和其他演员。该剧在比尔特莫剧院上演后，口碑崩盘票房惨淡，不到一周便停演了。这是兰德生前制作的最后一部戏剧，剧本于2014年出版。

## 历史背景
1905年，安·兰德出生在俄国首都圣彼得堡的一个资产阶级家庭。1917年俄国革命后，她的家族财产被布尔什维克政府征用。由于兰德持有强烈的反共观点，1926年，家人出于安全着想将其移民美国。她在好莱坞获得了一份助理编剧的工作，同时也参与其他的写作项目。她的剧本《一月十六日夜》于1935年9月在百老汇上演，一直持续到1936年4月初。当月晚些时候，兰德的处女作《我们活着的人》由麦克米伦出版社出版，根据她的自身经历讲述了20世纪20年代的苏联生活，表达了对苏联政府和共产主义意识形态的批判。
《我们活着的人》出版后不久，兰德开始与百老汇制片人杰罗姆·梅耶商讨戏剧化改编，并于1936年7月达成协议。1937年1月，兰德完成了剧本，但由于故事的反共内容，梅耶在选角上遇到了困难。最终因为缺少家喻户晓的明星而融资失败。

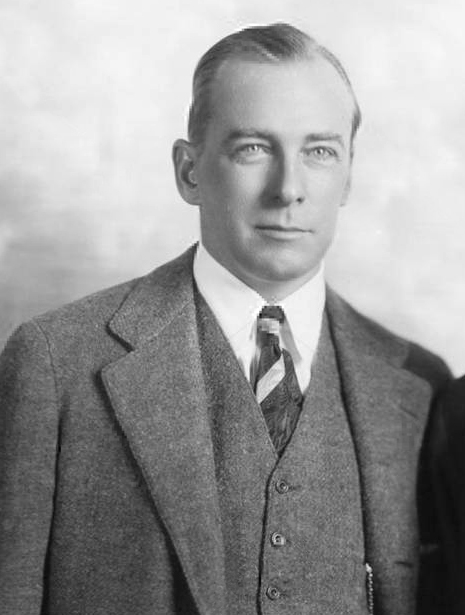
乔治·艾博特在百老汇制作了这部戏。

1939年，俄罗斯女演员尤金妮·莱昂托维奇读完《我们活着的人》后，得知此书已被改编为剧本，便找到了兰德。和兰德一样，莱昂托维奇出身于一个革命后备受苦难的家庭，布尔什维克政府折磨并杀害了她的三个兄弟，三人曾效力于反共的俄国白军。莱昂托维奇要了一份剧本寄给了她的朋友乔治·艾博特，一位成功的百老汇制作人。艾博特决定制作并执导改编，他聘请了同样是俄罗斯移民的布景设计师鲍里斯·阿伦森来制作舞台布景。兰德希望这一由小说改编的戏剧能引起好莱坞电影制作人的兴趣，随后华纳兄弟公司投资了该剧，增加了电影化的可能。该剧改名为《不败者》。
兰德在百老汇制作《一月十六日夜》时曾被制片人强行要求修改剧本，这一糟糕的经历让她在制作《不败者》时坚持保留所有修改的最终决定权。艾博特多次要求修改剧本均遭到了兰德的拒绝，很快制作陷入困境。为了方便改写，艾博特请来了经验丰富的剧作家塞缪尔·纳撒尼尔·贝尔曼，他作为剧本顾问与兰德一起改写。艾博特还更换了安德烈的扮演者约翰·戴维斯·洛奇。

莱昂托维奇计划出演大学时代的基拉，尽管她的年龄比角色要大得多。在彩排期间，艾博特和兰德对莱昂托维奇的角色诠释产生担忧。兰德后来用“过火”形容莱昂托维奇的演技，认为是其出身于莫斯科艺术剧院所致。1939年12月25日，预演在巴尔的摩开场，莱昂托维奇饰演基拉，奥斯洛·史蒂文斯饰演利奥，迪恩·贾格尔饰演安德烈。兰德的丈夫弗兰克·奥康纳出演了一个小角色，一名国家政治保卫局的军官。开幕当晚的最后一刻发生了意外，场面一度混乱，扮演莫罗佐夫的霍华德·弗里曼从剧院的上层摔下，骨盆骨折。巴尔的摩的演出于12月30日结束。
预演遭到负面评价后，艾博特取消了计划于1940年1月3日举行的百老汇首演，这样他就可以重新选角，兰德也可以对剧本进行修改 。兰德和艾博特意见一致，解雇了莱昂托维奇。这一决定是由兰德传达的，艾博特因此免于面对解雇老友的尴尬场面。他还更换了其他几个角色的演员，包括用约翰·埃默里代替史蒂文斯，艾伦·霍尔代替多罗·梅朗德扮演比蒂克。
在百老汇的演出中，海伦·克雷格饰演主角基拉 。兰德按照艾博特的要求对剧本进行了修改，但她对这部作品已经丧失了信心。没有喝酒习惯的兰德在排练前喝得酩酊大醉，面对这场“灾难”，她要“切断所有的情绪反应” 。1940年2月12日，最后一场预演作为纽约孤儿院“希伯来婴儿之家”的慈善活动拉开帷幕。第二天该剧在百老汇的比尔特莫剧院正式开演，但仅在五天后，尖锐的批评声接踵而至，仅仅六场演出后便收场了。
在制作完成后的70多年里，该剧剧本一直没有出版，只作为稿件存放在纽约公共图书馆里。2014年，帕尔格雷夫·麦克米伦出版公司出版了一册，包括最终剧本和早期版本，由罗伯特·梅休编辑。

## 演员和角色

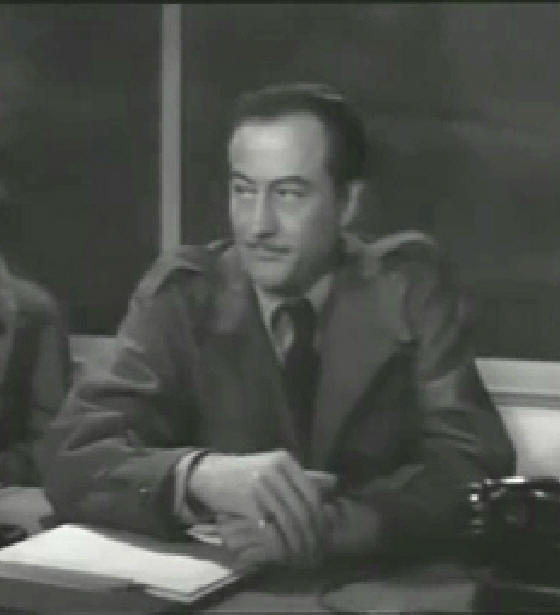
约翰·埃默里扮演利奥·科瓦伦斯基。

百老汇作品的演员和角色如下： 

## 戏剧分析
该剧沿用了《我们活着的人》的基本情节和主题。二者的情节都是关于一个女人为了拯救她所爱的另一个男人而与一个有权势的男人发生关系。兰德承认，许多小说曾使用过类似情节，比如歌剧《托斯卡》。与传统情节不同的是，她把强势的男人变成了一个爱着女人而不知道她有另一个情人的理想主义者，而不是一个明知故犯利用她的恶棍。戏剧大大简化了故事情节，省略了基拉的家庭介绍，从她和利奥一起生活展开。一些人物形象也有所改变，利奥更加被动，安德烈也不再那么让人同情。
阿伦森的布景精致且昂贵，他的设计不禁让人联想到革命前的沙皇建筑，但同时又以红色为主题，映射共产党人对红色的使用。有媒体报道称它们“恢弘”且“衰败”。这些布景被放置在两个18英尺长的转盘上，可以转来转去，以便在不同的场景之间快速转换。

## 市场评价与后续

该剧在比尔特莫尔剧院上演了不到一周的时间。

该剧票房以失败收场，得到的评价大多是负面的。评论家们对该剧的表演和阿伦森的布景设计持肯定态度，但对该剧的编剧和导演则持强烈的否定态度。评论家阿瑟·波洛克称该剧是“情节缓慢、毫无新意的尴尬改编”；《纽约时报》称该剧是“伤感情节剧”和政治讨论的“迷惑”结合；艾拉·沃尔夫特一篇发表在多个报刊的评论抱怨说，这个故事“过于复杂……有太多东西想要表达”；《好莱坞报道》的一位评论家打趣说，这个剧本“就像苏联的‘五年计划’一样无休无止”。
有政治想法的评论家从政治光谱角度对该剧进行攻击。美国共产党杂志《新群众》的阿尔瓦·贝西评价该剧“死气沉沉”，并称兰德是“一个四流的蹩脚文人”。更多的中间派评论家则认为该剧不切实际，即使他们能与剧情产生共鸣。天主教会杂志《大众福祉》的菲利普·哈同评价该剧是“一团混乱的糊涂账”，认为电影《妮诺奇嘉》是一部更好的反苏作品 。《纽约世界电讯报》的右派戏剧评论家西德尼·惠普尔称该剧没有足够刻画出共产主义的危险。
公演失败后，兰德做出总结：她的剧本很糟糕，对《我们活着的人》进行戏改是个错误。她认为小说“不适合改编到舞台”，艾博特更适合导喜剧而不是戏剧，他作为制片人和导演让该剧变得更加糟糕。兰德的传记作家将该剧形容为“彻底的失败”、“响当当的失败”、“评论界的惨败和职业生涯的尴尬”。戏剧史学家威廉·托伯特·伦纳德将其描述为“乏味的改编，甚至连好奇的人都没能吸引住”。
《不败者》是兰德一生中的最后一部剧作，1940年后她没有再撰写任何新的剧本 ，转而将注意力放在小说《源泉》的创作，该书于1943年出版，成为畅销书 。在百老汇有长期声誉的艾博特并未受到《不败者》失败的太大影响。他的下一部作品，由杰罗姆·梅耶编剧的犯罪题材《夜里说再见》在几周后开演。

### 引用资料
- Bessie, Alvah. . New Masses. February 27, 1940: 28–29  [2021-01-23]. （原始内容存档于2017-10-10）.
- Branden, Barbara. . Garden City, New York: Doubleday & Company. 1986. ISBN 0-385-19171-5. OCLC 12614728.
- Britting, Jeff. . Overlook Illustrated Lives series. New York: Overlook Duckworth. 2004. ISBN 1-58567-406-0. OCLC 56413971.
- Britting, Jeff. . Mayhew, Robert  (编). . New York: Palgrave Macmillan. 2014: 335–347. ISBN 978-1-137-42873-8. OCLC 912971550.
- Burns, Jennifer. . New York: Oxford University Press. 2009. ISBN 978-0-19-532487-7. OCLC 313665028.
- Collins, Glenn. . The New York Times. April 3, 1993: 11  [2021-01-23]. （原始内容存档于2021-01-16）.
- Hartung, Philip T. . Commonweal. March 1, 1940: 412.
- Heller, Anne C. . New York: Doubleday. 2009. ISBN 978-0-385-51399-9. OCLC 229027437.
- Kirkley, Donald. . The Baltimore Sun. December 26, 1939: 8  [2021-01-23]. （原始内容存档于2020-02-15） –Newspapers.com.
- Leonard, William Torbert. . Metuchen, New Jersey: Scarecrow Press. 1983. ISBN 0-8108-1652-0. OCLC 239756089.
- Liebman, Roy. . Jefferson, North Carolina: McFarland. 2017. ISBN 978-0-7864-7685-5. OCLC 994710962.
- Mantle, Burns. . Daily News. March 19, 1940: 35  [2021-01-23]. （原始内容存档于2019-06-23） –Newspapers.com.
- Mayhew, Robert (编). . New York: Palgrave Macmillan. 2014. ISBN 978-1-137-42873-8. OCLC 912971550.
- Perinn, Vincent L. . Rockville, Maryland: Quill & Brush. 1990. ISBN 0-9610494-8-0. OCLC 23216055.
- Pollock, Arthur. . Brooklyn Daily Eagle. January 14, 1940: 6  [2021-01-23]. （原始内容存档于2020-02-15） –Newspapers.com.
- Ralston, Richard E. . Mayhew, Robert  (编).  2nd. Lanham, Maryland: Lexington Books. 2012: 159–170. ISBN 978-0-7391-4969-0. OCLC 769323240.
- Rand, Ayn. Boeckmann, Tore , 编. . New York: Plume. 2000. ISBN 0-452-28154-7. OCLC 934792412.
- Rand, Ayn. . Mayhew, Robert  (编). . New York: Palgrave Macmillan. 2014: 181–289. ISBN 978-1-137-42873-8. OCLC 912971550.
- Svanberg, Carl. . Impact Today. Ayn Rand Institute. September 18, 2014  [February 2, 2016]. （原始内容存档于2019-05-03）.
- Wolfert, Ira. . The Indianapolis Star. North American Newspaper Alliance. February 18, 1940: 2  [2021-01-23]. （原始内容存档于2019-06-21） –Newspapers.com.